# Kelčice
Kelčice je východní část obce Vranovice-Kelčice v okrese Prostějov. Prochází zde dálnice D46. V roce 2009 zde bylo evidováno 118 adres. V roce 2001 zde trvale žilo 304 obyvatel.
Kelčice je také název katastrálního území o rozloze 3,75 km2.
Na území Kelčic, nad Dobrochovem, se nachází vrchol Předina s rozhlasovým vysílačem a s rozhlednou Štátula.

## Historie
První písemná zmínka o obci pochází z roku 1078.

## Obyvatelstvo

### Struktura
Vývoj počtu obyvatel za celou obec i za jeho jednotlivé části uvádí tabulka níže, ve které se zobrazuje i příslušnost jednotlivých částí k obci či následné odtržení.
| Místní části   | Místní části | 1869 | 1880 | 1890 | 1900 | 1910 | 1921 | 1930 | 1950 | 1961 | 1970 | 1980 | 1991 | 2001 | 2011 |
| -------------- | ------------ | ---- | ---- | ---- | ---- | ---- | ---- | ---- | ---- | ---- | ---- | ---- | ---- | ---- | ---- |
| Počet obyvatel | část Kelčice | 320  | 336  | 321  | 333  | 401  | 377  | 387  | 349  | 313  | 282  | 328  | 299  | 304  | 297  |
| Počet domů     | část Kelčice | 55   | 65   | 65   | 69   | 70   | 72   | 83   | 88   | 84   | 78   | 85   | 92   | 98   | 103  |

## Pamětihodnosti
- Krucifix